# Lajos Korányi
Lajos Korányi, auch Lajos Kronenberger und Korányi I genannt, (* 15. Mai 1907 in Szeged, Österreich-Ungarn; † 29. Jänner 1981 in Budapest, Ungarn) war ein ungarischer Fußballspieler, der in den 1930er Jahren mehrere Titel mit Ferencváros holte und mit der ungarischen Nationalmannschaft 1938 Vizeweltmeister wurde. Auch sein Bruder Mátyás spielte in der ungarischen Nationalmannschaft, während der jüngste Bruder Dezső für Frankreich spielte.

## Vereinskarriere
Das Fußballspiel erlernte Korányi beim Újszegedi TC, von wo er zum Szegediner Profiverein Bástya FC wechselte, der einer der beiden ersten Provinzvereine war, die nach Einführung des Profifußballs 1926 in der höchsten ungarischen Spielklasse antraten. Die Südungarn konnten sich im Mittelfeld der Liga etablieren und erreichten 1927 das Halbfinale des Cupbewerbs. Korányi entwickelte sich zu einem der stärksten Verteidiger in Ungarn, der durch Athletik und physische Präsenz ebenso zu überzeugen wusste, wie durch sein Stellungsspiel und seine Kopfballstärke.
Dadurch zog er auch das Interesse der Budapester Großklubs auf sich und 1930 nahm er ein Angebot des Ferencvárosi FC an, wo er zunächst mit Géza Takács und danach mit Gyula Polgár die Verteidigung bildete. Mit den Grün-Weißen konnte er in den ersten Jahren zwei Meistertitel und einen Cupsieg feiern, im Oktober 1933 zog er sich jedoch in einem Länderspiel gegen Italien einen schweren Beinbruch zu, der ihn längere Zeit außer Gefecht setzte und nach dem es mehrere Jahre dauern sollte, bis er wieder seine ursprüngliche Stärke erreichte. Im Jahr 1937 erreichte er mit den Franzensstädtern durch Siege über Slavia Prag, den First Vienna FC und den FK Austria Wien das Finale im Mitropacup, wo man auf Lazio Rom traf. Mit einem 4:2-Sieg in Budapest legte man den Grundstein für den Titelgewinn, der der Mannschaft rund um György Sárosi und Géza Toldi mit einem 5:4 in Rom dann auch gelang. In der darauf folgenden Saison gewann Korányi seinen dritten Meistertitel.
Danach verließ er den Klub und schloss sich dem Phöbus FC an, der jedoch in wirtschaftliche Schwierigkeiten geriet und trotz eines Mittelfeldplatzes aus der Liga ausschied. Nach mehreren ungarischen Quellen soll Korányi danach für den FC Sète in der französischen Division 1 tätig gewesen sein, wo sein jüngerer Bruder Dezső höchst erfolgreich schon seit mehreren Jahren spielte. Aus französischen Quellen lässt sich jedoch kein Einsatz in einem Ligaspiel verifizieren, sodass es wahrscheinlich erscheint, dass Lajos bald wieder – möglicherweise auf Grund des Beginns des Zweiten Weltkriegs – nach Budapest zurückkehrte. Dort war er kurzzeitig beim Nemzeti SC aktiv, ehe er mit dem zweitklassigen Weisz Manfréd FC Csepel den Aufstieg schaffte und noch eine Saison in der höchsten Spielklasse absolvierte.

## Nationalmannschaft
Sein Debüt in der Nationalmannschaft gab Korányi bei einem 5:4 gegen die Schweiz im April 1929, also zu einer Zeit, als er noch in Szeged spielte. In der Nationalelf kam er zu Beginn auch als linker Außenläufer zum Einsatz, konnte sich jedoch danach einen Stammplatz in der Verteidigung an der Seite von Sándor Bíró sichern. Nach seiner schweren Verletzung sollte es dreieinhalb Jahre dauern, ehe er im April 1937 wieder eine Einberufung erhielt, wodurch er auch die Weltmeisterschaft 1934 versäumte.
Nach seiner Rückkehr spielte er wieder meist mit Bíró zusammen, so auch beim 11:1 gegen Griechenland, das die Qualifikation zur Weltmeisterschaft in Frankreich bedeutete. Dort bestritt Korányi sämtliche Spiele bis einschließlich des Halbfinales gegen Schweden, welches mit 5:1 endete. Ausgerechnet für das Finale entschied die Teamleitung, aus taktischen Gründen auf den routinierten Defensivmann zu verzichten. An seiner Stelle spielte sein Vereinskollege Polgár und die Ungarn unterlagen Italien mit 2:4.
Nach der Weltmeisterschaft spielte Korányi noch bis 1941 im Nationalteam und beendete seine Karriere nach 40 Einsätzen.

## Erfolge
- Vizeweltmeister 1938
- Mitropapokalsieger 1937
- 3× Ungarischer Meister: 1932, 1934, 1938
- 2× * Ungarischer Pokalsieger: 1933, 1935
- 40 Spiele für die ungarische Fußballnationalmannschaft: 1929–1941